# Шуга
Мин Юн-ги (на корейски: 민윤기), познат също като Шуга или Agust D, е южнокорейски рапър, продуцент и автор на песни.
Регистриран в компанията Big Hit Entertainment, той дебютира като член на Южнокорейската поп идол група BTS през 2013 г. През 2016 г. издава първия си солов микстейп Agust D. Корейската асоциация за авторски права приписва над 70 песни на Шуга като автор на песни и продуцент, включително „Wine“ на Suran, което достигна № 2 в музикалната класация на Gaon и печели най-добрата песен на Soul / R&B за 2017 година на Melon Music Awards.

## Живот и кариера

### 1993 – 2010: Ранен живот
Мин Юнги е роден на 9 март, 1993 в Дегу, Южна Корея. Той се заинтересува от рап, след като чува „Reggae Muffin“ от Стони Скунк, заявявайки, че е било по-различно от всичко, което е чувал преди. След като чува Епик Хай, той решава да стане рапър. До 13-годишна възраст, той започва да пише текстове за музика и научава за MIDI. Работил е на непълно работно време в звукозаписно студио до 17-годишна възраст. От тогава нататък той започва да композира и аранжира музика, рапира и изпълнява. Преди да бъде подписан, той е бил активен под името „Gloss“ като подземен рапър.

### BTS
Първоначално се присъединява към компанията като музикален продуцент, Шуга се обучава под Big Hit Entertainment за 3 години заедно с членовете Джей-Хоуп (J-Hope) и Ар Ем (RM). Той дебютира като член на BTS на M Countdown на Mnet с парчето „No More Dream“ от дебютния сингъл албум „2 Cool 4 Skool“. Точно като Ар Ем и Джей-Хоуп, той е рапър в групата, но е създал и писал текстове за различни песни във всички албуми на BTS. Талантите му, обаче, са безбройни – от свирене на пиано до въртене на баскетболна топка на един пръст!

### Соло работа
Той издава безплатен едноименен микстейп в SoundCloud на 15 август, 2016. Той реши да не издаде проекта като комерсиален студиен албум, описвайки го като „усещането да бъдеш хванат в някаква рамка". В записа той обсъжда въпроси като борбата му с депресия и социална фобия. Песните на Шуга са остри и сериозни. Той е по-свободен да изрази личното си мнение чрез своето алтер его, Agust D. Във всяка от десетте песни той разказва за миналото си, за прославянето и за живота си като идол. През 2017 г. Шуга композира песента „Wine“ за певицата Suran, с която преди това е работил за сингъл на неговия микстейп. Рекордът достигна на #2 в цифровата класация Gaon и спечели най-добрата Soul / R&B песен за годината на наградите Melon Music Awards на 2 декември 2017 г. Шуга получи и наградата „Hot Trend Award“ за работата си на песента.
Шуга предостави и рап функция за песента „Song Request“ на южнокорейската певица Lee So-ra, която излезе на 22 януари 2019 г. Парчето е написано от Шуга и Tablo от Epik High, които също са продуцирали парчето. На 27 февруари 2019 г. е обявено, че Шуга продуцира песен за Epik High – Sleepless, озаглавена „Eternal Sunshine“. По-късно беше разкрито, че продуцира дигиталния сингъл „We don't talk together“ за певицата Heize, който е издаден на 7 юли. Песента е продуцирана от Шуга с участието на Heize като лиричен съавтор и El Captixn и Heize за ко-композитори.

## Майсторство
Шуга отговаря за писането, съставянето, аранжирането, смесването и овладяването на своя материал. Над 70 регистрирани песни са му кредитирани от Асоциацията за защита на авторските права в Корея. Той е пианист и продуцира хип-хоп и R&B музика. Текстовете му включват теми, които са „пълни с мечти и надежда“, замислени с намерението му музиката да стане „сила на много хора“. През януари 2018 г. Шуга е повишен на пълноправен член на Корейската асоциация за авторско право на музика.

## Любопитно
- Шуга е получил сценичното си име от изпълнителния директор, защото е блед и усмивката му е сладка (като захар)
- Той отговаря за поправянето на нещата, които РМ разваля или чупи. Сменя крушките, поправя тоалетната и т.н.
- Прякорите на Шуга: „Motionless Min“, защото когато има свободни дни, не прави нищо и г-н Апендицит, тъй като през 2013 г. (декември) претърпява операция при апендицит.
- Негови модели за подражание: Kanye West, Lupe Fiasco, Lil Wayne и Hit Boy.
- Той обича да играе баскетбол и да спи
- Мотото на Шуга: „Нека живеем със забавление. Да правиш музика като свое хоби и да го правиш, като работа е различно.“
- Шуга идва от бедно семейство. В интервю той разкрива: „След като дебютирахме, аз се върнах в общежитието и седнах там, загледан празно. Не можех да повярвам, че дете от бедно Дегу семейство ще успее да го направи. "
- Любимата храна на Шуга: месо, месо и месо!
- Шуга има куче на име Холи, което абсолютно обожава.
- Любимото му време е, когато може да носи къси ръкави през деня и дълги ръкави през нощта.
- Той говори със саторически акцент, когато е нервен и когато плаче.[1]

## Награди и номинации
| Година |                         | Категория          | Получател                                            | Резултат | Бележки |
| ------ | ----------------------- | ------------------ | ---------------------------------------------------- | -------- | ------- |
| 2017   | Melon Music Awards      | Hot Trend          | Suran (singer) and Suga (producer) for „Wine“        | Спечелил |         |
| 2019   | Mnet Asian Music Awards | Best Collaboration | Lee So-ra and Suga for „Song Request“                | –        |         |
| 2019   | Mnet Asian Music Awards | Best Collaboration | Heize, Giriboy and Suga for „We Don't Talk Together“ | –        |         |

## Дискография

### Микстейпове
| Заглавие | Детайли (за албума) | Класации | Класации | Класации |
| Заглавие | Детайли (за албума) | JPN      | US World | US Heat  |
| -------- | --- | -------- | -------- | -------- |
| Agust D  | - Пуснато: 15 август, 2016 - Лейбъл: Big Hit - Формат: Digital download, streaming show Песни 1. „Intro: Dt sugA“ featuring DJ Fritz 2. „Agust D“ 3. „Give It to Me“ (각성 / 覺醒) 4. „Skit“ 5. „724148“ (치리사일사팔) 6. „140503 at Dawn“ (140503 새벽에) 7. „The Last“ (마지막) 8. „Tony Montana“ featuring Yankie 9. „Interlude; Dream, Reality“ 10. „So Far Away“ featuring Suran | 77       | 3        | 5        |